# Местное самоуправление в Северной Ирландии
Для целей местного самоуправления Северная Ирландия разделена на самоуправляемых 11 районов (дистриктов). В Северной Ирландии местные советы не выполняют такой же набор функций, как в остальной части Соединённого Королевства; например, они не несут ответственности за образование, строительство дорог или жильё (хотя они и назначают членов в консультативный Жилищный совет Северной Ирландии). В их функции входят планирование, услуги по утилизации и переработке отходов, досуг и общественные услуги, управление зданиями и местное экономическое и культурное развитие. Сбор местных налогов осуществляется централизованно агентством Служба земли и недвижимости (Land and Property Services) при североирландском Департаменте финансов Кабинета министров. 

## Районы Северной Ирландии
До 2015 года Северная Ирландия делилась на самоуправляемых 26 районов. С 1 апреля 2015 года их число было сокращено до 11. Ниже представлены основные географические статистические данные.

### Районы с 2015 года

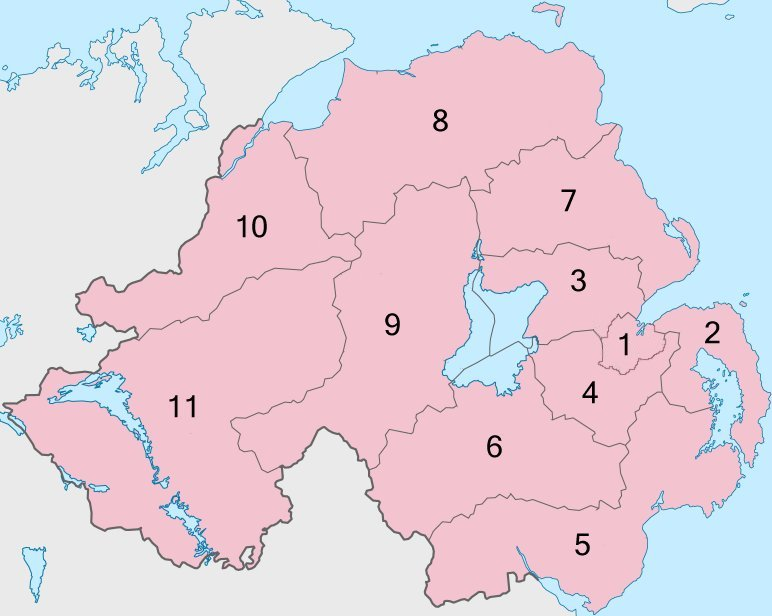
Карта самоуправляемых районов Северной Ирландии после административно-территориальной реформы 2015 года. (нумерация соответствует таблице слева)

| №  | Район                                                              | Центр                             | Население | Плотность | Площадь, км² |
| -- | ------------------------------------------------------------------ | --------------------------------- | --------- | --------- | ------------ |
| 1  | Белфаст англ. Belfast                                              | Белфаст                           | 341 877   | 2581      | 132          |
| 2  | Ардс-энд-Норт-Даун англ. Ards and North Down                       | Бангор                            | 160 864   | 349       | 461          |
| 3  | Антрим-энд-Ньютаунабби англ. Antrim and Newtownabbey               | Ньютаунабби и Антрим (поочередно) | 142 492   | 250/км²   | 572          |
| 4  | Лисберн-энд-Каслри англ. Lisburn and Castlereagh                   | Лисберн                           | 144 381   | 286/км²   | 505          |
| 5  | Ньюри, Морн-энд-Даун англ. Newry, Mourne and Down                  | Даунпатрик и Ньюри                | 180 012   | 110/км²   | 1633         |
| 6  | Арма, Банбридж-энд-Крейгавон англ. Armagh, Banbridge and Craigavon | Крейгавон                         | 214 090   | 160/км²   | 1337         |
| 7  | Мид-энд-Ист-Антрим англ. Mid and East Antrim                       | Баллимина                         | 138 773   | 133/км²   | 1046         |
| 8  | Козуэй-Кост-энд-Гленс англ. Causeway Coast and Glens               | Колрейн                           | 144 246   | 73/км²    | 1980         |
| 9  | Мид-Алстер англ. Mid-Ulster                                        | Данганнон                         | 147 392   | 81/км²    | 1827         |
| 10 | Дерри-энд-Страбан англ. Derry and Strabane                         | Дерри                             | 150 679   | 122/км²   | 1238         |
| 11 | Фермана-энд-Ома англ. Fermanagh and Omagh                          | Ома и Эннискиллен                 | 116 835   | 41/км²    | 2857         |

### Районы до 2015 года

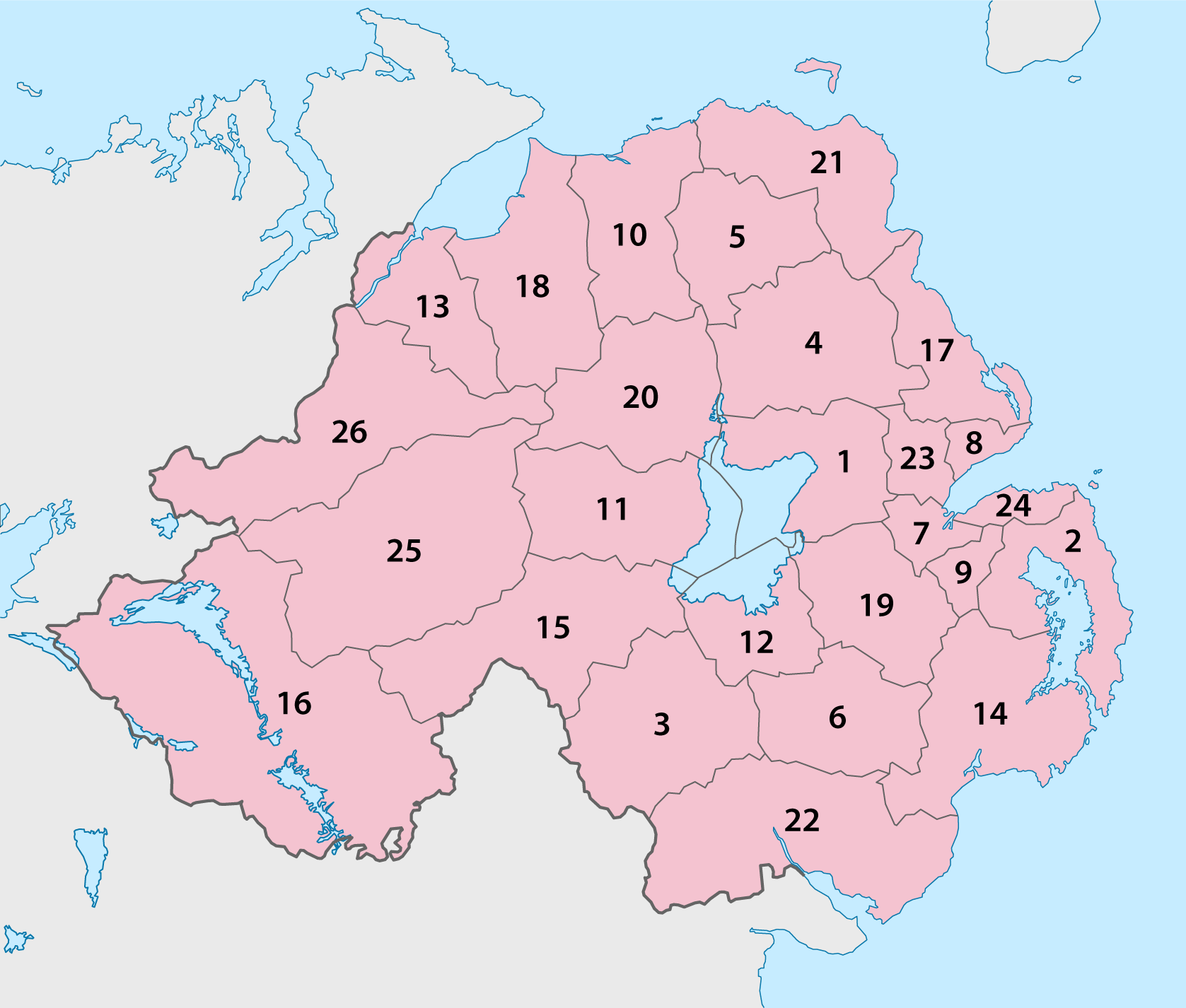
Карта самоуправляемых районов Северной Ирландии до административно-территориальной реформы 2015 года.

Ранее (с 1972 по 2015 год) Северная Ирландия была разделена на 26 самоуправляемых районов. C 1 апреля 2015 года эти районы были объединены в 11 более крупных районов. Ниже приведён список бывших самоуправляемых районов Северной Ирландии, показывающий статистические данные о населении, плотности населения и площади. Цифры взяты из переписи населения 2011 года.
| №  | Район                                                    | Центр                 | Население | Плотность | Площадь (км²) |
| -- | -------------------------------------------------------- | --------------------- | --------- | --------- | ------------- |
| 1  | Антрим англ. Antrim                                      | Антрим                | 53 428    | 86        | 577           |
| 2  | Ардс англ. Ards                                          | Ньютаунардс           | 78 937    | 199       | 376           |
| 3  | Арма англ. Armagh                                        | Арма                  | 59 349    | 82        | 671           |
| 4  | Баллимина англ. Ballymena                                | Баллимина             | 64 044    | 95        | 632           |
| 5  | Баллимони англ. Ballymoney                               | Баллимони             | 31 224    | 68        | 418           |
| 6  | Банбридж англ. Banbridge                                 | Банбридж              | 48 339    | 97        | 453           |
| 7  | Белфаст англ. Belfast                                    | Белфаст               | 280 962   | 2339      | 115           |
| 8  | Каррикфергус англ. Carrickfergus                         | Каррикфергус          | 39 114    | 472       | 82            |
| 9  | Каслри англ. Castlereagh                                 | Карридафф, Дундональд | 67 242    | 774       | 85            |
| 10 | Колрейн англ. Coleraine                                  | Колрейн               | 59 067    | 116       | 486           |
| 11 | Кукстаун англ. Cookstown                                 | Кукстаун              | 37 013    | 54        | 622           |
| 12 | Крейгавон англ. Craigavon                                | Крейгавон             | 93 023    | 220       | 378           |
| 13 | Дерри англ. Derry                                        | Дерри                 | 107 877   | 276       | 387           |
| 14 | Даун англ. Down                                          | Даунпатрик            | 69 731    | 103       | 647           |
| 15 | Данганнон и Южный Тирон англ. Dungannon and South Tyrone | Данганнон             | 57 852    | 63        | 784           |
| 16 | Фермана англ. Fermanagh                                  | Эннискиллен           | 61 805    | 32        | 1,876         |
| 17 | Ларн англ. Larne                                         | Ларн                  | 32 180    | 92        | 336           |
| 18 | Лимавади англ. Limavady                                  | Лимавади              | 33 536    | 58        | 586           |
| 19 | Лисберн англ. Lisburn                                    | Лисберн               | 120 165   | 247       | 447           |
| 20 | Марафелт англ. Magherafelt                               | Марафелт              | 45 038    | 72        | 573           |
| 21 | Мойл англ. Moyle                                         | Балликасл             | 17 050    | 34        | 480           |
| 22 | Ньюри и Мурн англ. Newry and Mourne                      | Ньюри                 | 99 480    | 100       | 902           |
| 23 | Ньютаунабби англ. Newtownabbey                           | Ньютаунабби           | 85 139    | 532       | 151           |
| 24 | Северный Даун англ. North Down                           | Бангор                | 79 900    | 958       | 81            |
| 25 | Ома англ. Omagh                                          | Ома                   | 51 356    | 44        | 1,130         |
| 26 | Страбан англ. Strabane                                   | Страбан               | 39 384    | 45        | 862           |

## Выборы
Члены районных советов избираются на четырёхлетний срок по системе единого передаваемого голоса. Последний раз выборы проводились 2 мая 2019 года. Чтобы претендовать на избрание, кандидат в советники должен быть не моложе 18 лет, и быть гражданин Содружества или Европейского Союза. Кроме того, он или она должны быть избирателем данного района, или в течение 12 месев до выборов владели или арендовать землей в районе, либо проживать или работать в этом районе. 
2 мая 2019 годы было избрано 462 члена 11 районных советов. Право голоса имели 1 305 384 человек в возрасте 18 лет и старше, явка составила 52,7 % электората. Ниже таблица распределения мест в советах районов Северной Ирландии на 5 июля 2021 года.
| Район                        | ДЮП | ШФ  | ОЮП | СДЛП | ПА | ЗП | ГТЮ | НВП | ПЮП | Ед. | ВЛ | Нез. | Всего |
| ---------------------------- | --- | --- | --- | ---- | -- | -- | --- | --- | --- | --- | -- | ---- | ----- |
| Антрим-энд-Ньютаунабби       | 14  | 5   | 9   | 4    | 7  |    |     |     |     |     |    | 1    | 40    |
| Ардс-энд-Норт-Даун           | 14  |     | 8   | 1    | 10 | 3  | 1   |     |     |     |    | 3    | 40    |
| Арма, Банбридж-энд-Крейгавон | 10  | 10  | 10  | 6    | 3  |    |     |     |     |     |    | 2    | 41    |
| Белфаст                      | 15  | 18  | 2   | 6    | 10 | 4  |     | 3   | 2   |     |    |      | 60    |
| Козуэй-Кост-энд-Гленс        | 13  | 9   | 6   | 4    | 2  |    |     |     | 1   |     |    | 5    | 40    |
| Дерри-энд-Страбан            | 6   | 11  | 3   | 11   | 2  |    |     | 2   |     | 1   |    | 4    | 40    |
| Фермана-энд-Ома              | 5   | 15  | 9   | 5    | 1  |    |     |     |     |     | 1  | 4    | 40    |
| Лисберн-энд-Каслри           | 15  | 2   | 11  | 2    | 9  | 1  |     |     |     |     |    |      | 40    |
| Мид-энд-Ист-Антрим           | 16  | 2   | 6   | 1    | 7  |    | 5   |     |     |     |    | 3    | 40    |
| Мид-Алстер                   | 9   | 17  | 6   | 5    |    |    |     |     |     | 1   |    | 2    | 40    |
| Ньюри, Морн-энд-Даун         | 1   | 16  | 4   | 11   | 2  |    |     |     |     |     |    | 7    | 41    |
| Всего                        | 118 | 105 | 74  | 56   | 53 | 8  | 6   | 5   | 3   | 2   | 1  | 31   | 462   |

## История
Нынешняя структура из 11 самоуправляемых районов была создана 1 апреля 2015 года в результате процесса реформ, начатого в 2005 году.
Предыдущая модель местного самоуправления в Северной Ирландии с 26 районными советами была создана в 1973 году Актом о местных органах власти Северной Ирландии 1971 года (англ. Local Government (Boundaries) Act (Northern Ireland) 1971) и Актом о местном самоуправлении в Северной Ирландии 1972 года (англ. Local Government (Boundaries) Act (Northern Ireland) 1971), чтобы заменить предыдущую систему, установленную местными органами власти Актом о местном самоуправлении в Северной Ирландии 1898 года (англ. Local Government (Ireland) Act 1898). Система была основана на рекомендациях Доклада Макрори от июня 1970 года, который предполагал дальнейшее существование правительства Северной Ирландии в качестве органа власти регионального уровня.
С 1921 по 1973 год Северная Ирландия была разделена на шесть графств (разделённых на городские и сельские районы) и два окружных района. Графства и городские округа продолжают существовать. Эта система с упразднением сельских округов остаётся образцом для местного самоуправления в Ирландской Республике.

### Комментарии
1. ↑  После местных выборов 2019 года ДЮП покинули пять советников, четверо из которых теперь заседают как независимые депутаты, а пятый присоединился к ОЮП. Три советника также покинули СДЛП, двое теперь независимые депутаты, а третий присоединилась к «Единству». Два советника покинули ОЮП, один стал независимым, второй присоединился к ДЮП. Советник, в 2019 году избранный от Межобщинной лейбористской альтернативы, теперь является членом Воинствующей левой.